# Acta Apostolicae Sedis

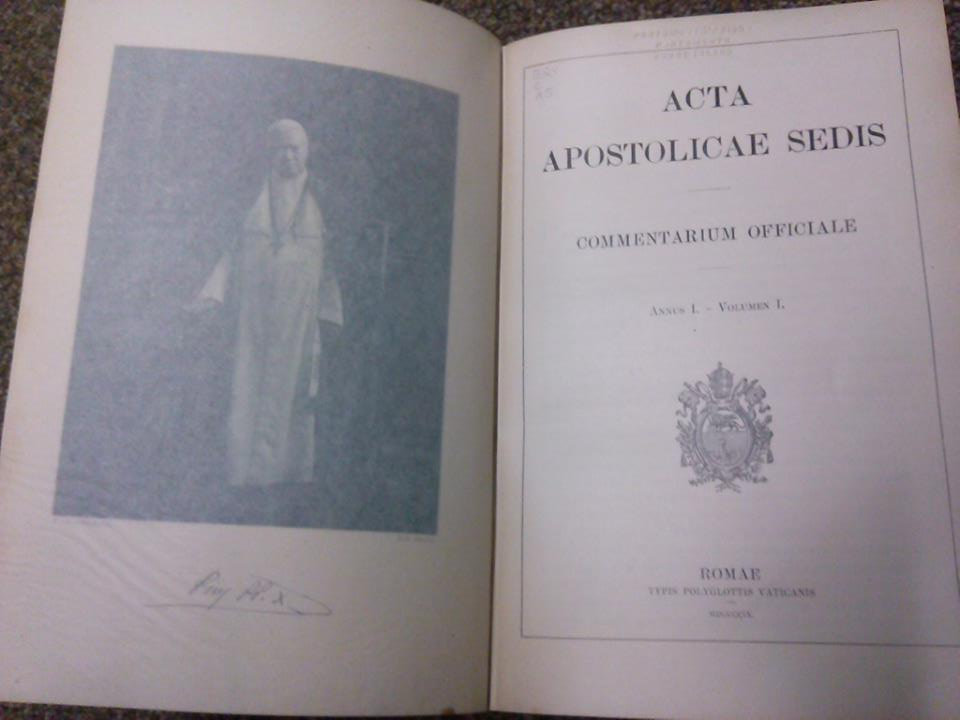
Antiporta e frontespizio della prima annata degli AAS (1909).

Gli Acta Apostolicae Sedis (latino per "Atti della Sede apostolica"), abbreviato AAS, sono la gazzetta ufficiale (il loro sottotitolo è Commentarium officiale) della Santa Sede.
Attualmente sono pubblicati mensilmente, ma durante il corso dell'anno escono talvolta numeri aggiuntivi rispetto alla periodicità mensile.

## Contenuto
Il contenuto comprende documenti papali, della Curia Romana, nonché un'agenda pubblica di appuntamenti. Vi compaiono anche le nomine episcopali annunciate nel mese di riferimento, suddivise secondo la competenza della Congregazione per i Vescovi e di quella per l'Evangelizzazione dei Popoli. Gli Acta sono, inoltre, la sola fonte - a parte l'indice dei nomi nell'Annuario Pontificio - per quelle nomine che, compiute con biglietto della Segreteria di Stato, non compaiono nel Bollettino della Sala Stampa, per esempio i Prelati d'Onore e i Cappellani di Sua Santità.
Negli AAS sono promulgate le leggi universali della Chiesa cattolica, leggi che entrano in vigore tre mesi dopo "il giorno apposto nel numero degli Acta" (Codice di diritto canonico del 1983, can. 8). Invece, le leggi particolari sono promulgate secondo le indicazioni del legislatore ed entrano in vigore un mese dopo il giorno della promulgazione.

## Storia
La prima pubblicazione risale al luglio 1865 con il nome di Acta Sanctae Sedis e fu fondata dal sacerdote romano Pietro Avanzini.
Il 23 maggio 1904 la pubblicazione incominciò ad avere carattere di ufficialità.
Il 29 settembre 1908 il papa Pio X con la costituzione apostolica Promulgandi Pontificias fondò gli Acta Apostolicae Sedis, i quali presero il posto degli Acta Sanctae Sedis.